# ルイス・ガルシア・ベルランガ
ルイス・ガルシア＝ベルランガ・マルティ（スペイン語: Luis García-Berlanga Martí, 1921年6月12日 - 2010年11月13日）は、スペイン・バレンシア出身の映画監督・脚本家。

## 概要
もっともよく知られた作品はキャリア最初期の『ようこそ、マーシャルさん!』（1952年）であり、1960年代のスペインに現れたヌエボ・シネ・エスパニョール（新しいスペイン映画）を象徴する映画監督のひとりである。脚本家のラファエル・アスコナとは7作品でタッグを組んだ。同時代のスペインに生まれた映画監督、ルイス・ブニュエル（Buñuel、1900年生）、フアン・アントニオ・バルデム（Bardem、1922年生）とともに、「3人の優れた"B"」と呼ばれ、やや後年のカルロス・サウラ（Saura、1932年生）を加えて「3B1S」と呼ばれることもある。ベルランガはスペインを代表する映画監督ではあるものの、日本で劇場公開された作品は1本もない。

## 家系

### 父方の家系
父方の祖父のフィデル・ガルシーア・ベルランガ(1859-1914)は法曹・自由党の政治家であり、1884年にはウティエルの首長を務め、後にバレンシア県議会で副議長を務めた。父親のホセ・ガルシーア＝ベルランガ(1886-1952)もやはり法曹・政治家であり、自由党や共和主義自治連合党(PURA)から立候補して、1914年から1936年までスペイン国会の議員を務めた。父親は共和派の不可知論者であり、1936年のパリ亡命後には人民戦線に参加したが、捕えられて死刑（やがて減刑されて無期懲役）を宣告された。1939年以後のフランコ体制下で父親は刑務所での生活を余儀なくされ、1952年の釈放から6か月後に死去した。

### 母方の家系
母方は実業家の家系だった。1番目の叔父ルイス・マルティはバレンシア信託銀行頭取、バレンシア慈善協会会長、ファジェーラ地方議会議長などを歴任し、劇作家でもあったことから、映画人となったベルランガに大きな影響を与えているとされる。3番目の叔父ホセ・マルティは作曲活動を行っており、ベルランガがもっとも好きだった叔父はホセ・マルティであるとされる。母親は鼓膜障害を持っていたため専業主婦であり、夫とは違って信仰心の篤い人間だった。

## 経歴

### 青年時代
1921年6月12日、ルイス・ガルシア・ベルランガはバレンシアに生まれた。ベルランガは兄が3人いる4人兄弟の末子であり、女性に対してはひどく内気な性格だった。1928年にバレンシアの学校に入学したが、1929年には肺の病気が原因で兄のフェルナンドとともにスイスのBeau-Soleil病院学校に送られた。1930年にはスイスからバレンシアに戻り、その後カバニーリェス学校在学中の1936年にスペイン内戦が勃発した。
共和国派の政治家だった父親の処刑を避けるために、スペイン内戦後の1941年には青師団（スペイン義勇兵）に在籍して、ドイツ軍とともに東部戦線で戦った。1941年7月には凍死者が多く出るロシア・ノブゴロド近郊への派遣を経験しているが、救急部隊に配属された関係で戦闘には参加しなかった。1942年にはスペインに帰国した。

### 国立映画研究所時代
スペイン帰国後には地元のバレンシアで大学生協の映画クラブで中心人物のひとりとなり、雑誌やラジオや雑誌などで映画評論を行った。1947年にはマドリードに設立されたばかりの国立映画研究所(IIEC)に1期生として入学し、研究所では歴史物のパロディ映画を制作し、1951年にフアン・アントニオ・バルデムと共同で脚本・監督を務めた『あの幸せなカップル』が初長編作品となった。この作品にはフェルナンド・フェルナン・ゴメスやエルビラ・キンティーリャが出演しており、コメディを基盤に据えながらも社会批判を盛り込んでいる。映画を「娯楽の王様」と割り切って制作する古い時代の監督とは異なり、映画を新たな芸術の表現手段として捉えたベルランガとバルデムは、1950年代以後に登場する新しい映画人の代表格とされている。

### 国際的な評価の高まり
1952年の『ようこそ、マーシャルさん!』は、スペイン映画が国際舞台で評価を受けるきっかけを作った映画とされる。1953年のカンヌ国際映画祭でユーモア映画・脚本賞を受賞し、ヴェネツィア国際映画祭では審査委員長を務めていたハンガリー系アメリカ人のエドワード・G・ロビンソンが作中でのアメリカの扱いに憤慨した。この映画はスペインとマーシャル・プランとの関係を描いた社会的風刺性の強い作品だったが、検閲官は「スペイン文化とスペイン民族の優越性を表した夢である」と解釈し、ベルランガ自身は「なぜ検閲を通ったのかわからない。（中略）検閲の人間が脚本にある風刺を理解できなかったのだろう」と語っている。
フランコは『ようこそ、マーシャルさん!』の検閲通過後にこの作品の本質に気付いて激怒し、以後はベルランガ作品が検閲を通過することは一切なかったものの、国際的評価が高かったベルランガの作品を上映しないことによる国外の視線を気にして、国民が祝祭に気を取られる聖週間に形ばかりのロードショーが行われた。このようにフランコ政権からの嫌がらせを受けながら、『ようこそ、マーシャルさん!』はスペイン史上もっとも高い収益を挙げた映画となった。

### フランコ体制下
1953年にはスペイン映画の現状について様々な立場から討論するサラマンカ国民映画会議に参加し、検閲や映画批評のあり方、法制度や労働契約などが話し合われている。この映画会議にはベルランガやバルデムの他に、俳優・監督のフェルナン・ゴメス、小説家のフェルナンド・ビスカイーノ・カサス、言語学者のフェルナンド・ラサロ・カレテールなども参加した。これを機にスペイン各地に映画クラブが誕生し、サラマンカ国民映画会議はスペイン映画史における歴史的事件のひとつとなっている。1954年にはマリーア・ヘスース・マンリケ・デ・アラゴンと結婚し、音楽も蝋燭も絨毯もない安価な結婚式の様子は1963年の作品『死刑執行人』で再現されている。1957年の『奇跡の木曜日』は検閲を受けて修正を余儀なくされた上に、何年もの間スペインでは上映することができなかった。
1959年にはソモサウゴに転居し、父親の遺産350万ペセタで新居を購入した。1959年には『電車売ります』で初めて脚本家のラファエル・アスコナとコンビを組み、協同2作目の『プラシド』ではアカデミー外国語映画賞の5本のノミネート作品に選ばれたが、最終的にはスウェーデンのイングマール・ベルイマン監督の『鏡の中にある如く』が外国語映画賞を受賞した。やはりアスコナと組んだ1963年の『死刑執行人』はヴェネツィア国際映画祭で好意的な評価を受けたが、スペイン社会の描き方が当局に問題視され、検閲で内容が大幅に除去された。続く1967年の『ブティック』は検閲に通らなかったため、アルゼンチンに赴いて撮影した。
1958年には国立映画研究所の教授に就任し、制作者として映画を撮る傍らで長らく研究所で後進の指導に当たっていたが、1970年に国立映画研究所が閉鎖されたため教授職を退いた。1973年の『等身大の恋人』はダッチワイフに恋する中年男性を描いた変態的な映画であり、日本でも上映が予定されていたとされる。フランコ体制末期の1970年代前半には『恋人たち万歳!』と『等身大の恋人』の2本の映画を撮っているが、うち1本はフランスとの合作とすることで撮影にこぎつけた作品だった。

### 民主化後
フランコ死後の民主化移行期、検閲から解き放たれたベルランガは再び意欲的な活動を見せた。1977年に実業家や政治家の欲望や偽善を描いた『国民銃』を制作し、1980年の『国有財産』、1981年の『ナシオナル第3部』と合わせてナシオナル3部作と呼ばれる。ナシオナルシリーズは新体制下の上流中産階級の無秩序な様子を描いた作品であり、ベルランガはナシオナルシリーズで絶大な人気を得た。1985年の『小さな牛』も同様のテーマで制作した作品である。日本で初めて体系的にスペイン映画が紹介された第1回スペイン映画祭（1984年、渋谷東急名画座）では、バルデム、サウラ、マヌエル・グティエレス・アラゴン、イマノル・ウリベらとともに日本を訪れている。
1979年から1982年には民主中道連合(UCD)内閣によって国立フィルムライブラリー会長に任命された。その後マドリード・コンプルテンセ大学名誉教授となった。1980年にはスペイン国民映画賞を受賞し、1982年にはスペイン文化省による芸術功労賞を受賞した。1986年にはアストゥリアス皇太子賞芸術部門を受賞し、1988年には王立サン・フェルナンド美術アカデミーの会員に選出された。
1985年にはスペイン映画界の重鎮がマドリードのオパソ・レストランに集まった会合に参加し、1986年にはスペイン映画芸術科学アカデミー(AACCE)を設立、ベルランガは名誉会長に就任した。スペイン映画芸術科学アカデミーはスペイン映画の普及促進を目的として1987年にゴヤ賞を創設しており、ベルランガは同年にゴヤ賞名誉賞を受賞している。
1993年の『みんな刑務所へ』では第8回ゴヤ賞で監督賞と作品賞を受賞したが、この時すでにベルランガは70代だった。1997年にはバレンシア工科大学の名誉博士号を授与された。2002年にはスペイン映画監督協会によって名誉賞を授与された。

### 死去
晩年にはアルツハイマー病を患った。2005年からは病に苦しみ、2010年11月13日にマドリードの自宅で死去した。89歳だった。スペイン映画芸術科学アカデミー会長で映画監督のアレックス・デ・ラ・イグレシアはエル・パイス紙で「『プラシド』は私の人生を変えた作品だった」と語った。俳優のサンティアゴ・セグラは「私の映画人生に影響を与えたのはベルランガの作品である。彼の作品は強く心に残った」と語った。オスカル・アイバルは自身の作品『The Great Vazquez』がベルランガの影響を受けていると語った。

## 作風
ベルランガは政治的には共和主義者で反フランコであるとされるが、共産主義者・社会主義者・進歩主義者と呼ばれることには異論を唱えた。作品はスペインの伝統に根ざしており、異なる社会や政治的状況の風刺や皮肉的表現を盛り込むことが特徴に挙げられる。検閲が行われたフランコ体制下において、1957年のコメディ映画『奇跡の木曜日』など大胆に検閲の裏をかく作品も制作している。様々な方法でフランコ独裁政権の検閲の回避を試みたが、脚本の段階で問題視されることも多く、フランコ体制下では望み通りの作品が撮れなかったともされる。
スペインは1953年にアメリカ合衆国とマドリード協定を結んで相互援助を受けるが、ベルランガはスペイン人映画監督の中でも特にアメリカ人を批判的かつ辛辣に描いた。シリアスなドラマ映画を好んだバルデムとは異なり、ベルランガはブラックユーモアあふれるコメディ作品を得意とした。1960年代初頭まではイタリアのネオレアリズモの影響を受けた作品を制作していた。
1968年には第18回ベルリン国際映画祭の審査委員長を務めた。ヴェネツィア国際映画祭では1960年（第21回）と1982年（第39回）に、カンヌ国際映画祭では1979年（第32回）に審査員を務めた。

## 人物
1954年にマリーア・ヘスース・マンリケ・デ・アラゴンと結婚し、4人の息子を儲けた。次男のホルヘ・ベルランガ(1958-2011)はジャーナリスト・著作家・脚本家となり、父親と共同で何本かの映画に取り組んでいる。三男のカルロス・ベルランガ(1959-2002)は音楽家・作曲家となった。次男と三男は比較的若年でなくなっており、カルロスは父親よりも早く2002年に42歳で、ホルヘは父親の死去翌年の2011年に52歳で亡くなった。

## フィルモグラフィー
| 年   | 原題                                | 日本語訳                                     | 担当               | 受賞歴                                                                                       |
| ---- | ----------------------------------- | -------------------------------------------- | ------------------ | -------------------------------------------------------------------------------------------- |
| 1950 | Cerco de ira                        | 怒りの包囲                                   | 原作               |                                                                                              |
| 1951 | Esa pareja feliz                    | あの幸せなカップル                           | 共同脚本・共同監督 |                                                                                              |
| 1953 | Bienvenido Mister Marshall!         | ようこそマーシャルさん!                      | 脚本・監督         | カンヌ映画祭ユーモア映画賞(53)、エディンバラ映画祭招待(54)、スペイン映画組合最優秀賞         |
| 1954 | Novio a la vista                    | 見せかけの恋人                               | 脚本・監督         |                                                                                              |
| 1955 | Familia provisional                 | 仮の家族                                     | 脚本               |                                                                                              |
| 1956 | Calabuch                            | カラブッチ                                   | 脚本・監督         | ヴェネツィア映画祭OCIC最優秀賞(56)                                                           |
| 1957 | Los jueves, milagro                 | 奇跡の木曜日                                 | 脚本・監督         | バリャドリッド映画祭作品賞ノミネート(58)                                                     |
| 1959 | Se vende un tranvía                 | 電車売ります                                 | 脚本               |                                                                                              |
| 1961 | Plácido                             | プラシド                                     | 脚本・監督         | 映画作家会最優秀作品賞(61)、アカデミー外国語映画賞ノミネート(61)、カンヌ映画祭コンペ部門出品 |
| 1962 | Las cuatro verdades                 | 4つの真実                                    | 脚本・監督         |                                                                                              |
| 1963 | El Verdugo                          | 死刑執行人                                   | 脚本・監督         | ヴェネツィア映画祭コンペ部門出品(63)                                                         |
| 1967 | Las boutique                        | ブティック                                   | 脚本・監督         |                                                                                              |
| 1967 | Días de viejo color                 | セピア色の日々                               | 出演               |                                                                                              |
| 1968 | Tuset street                        | トゥーセット通り                             | 出演               |                                                                                              |
| 1968 | Sharon vestida de rojo              | 赤い服のシャロン                             | 出演               |                                                                                              |
| 1971 | ¡Vivan los novios!                  | 恋人たち万歳!                                | 監督               | カンヌ映画祭コンペ部門出品                                                                   |
| 1974 | Tamaño natural                      | 等身大（等身大の恋人）                       | 監督               |                                                                                              |
| 1977 | La escopeta nacional                | 国民銃                                       | 脚本・監督         |                                                                                              |
| 1978 | Una noche embarazosa                | やっかいな夜                                 | 原作               |                                                                                              |
| 1979 | Cuentos eróticos                    | エロティックな話                             | 出演               |                                                                                              |
| 1979 | A mia cara mamma                    | 私の大事なお母さんへ                         | 原作               |                                                                                              |
| 1980 | Patrimonio nacional                 | 国有財産                                     | 脚本・監督         | アカデミー外国語映画賞スペイン代表、カンヌ映画祭コンペ部門出品                               |
| 1981 | Nacional III                        | ナシオナル第3部                              | 脚本・監督         |                                                                                              |
| 1983 | Dinero negro                        | ブラックマネー                               | 出演               |                                                                                              |
| 1985 | La vaquilla                         | 小さな牛                                     | 脚本・監督         |                                                                                              |
| 1987 | Moros y Cristianos                  | モーロ人とキリスト教徒                       | 脚本・監督         | ゴヤ賞脚本賞ノミネート(88)                                                                   |
| 1993 | Todos a la cárcel!                  | みんな刑務所へ                               | 脚本・監督         | ゴヤ賞監督賞・作品賞受賞(93)                                                                 |
| 1996 | Blasco Ibañez, la novela de su vida | ブラスコ・イバニェス、その人生についての小説 | 脚本・監督         |                                                                                              |
| 1999 | París-Tombuctú                      | パリ＝トンブクトゥ                           | 脚本・監督         |                                                                                              |
| 2002 | El sueño de la maestra              | 女教師の夢                                   | 脚本・監督         |                                                                                              |

## 受賞・受章
カンヌ国際映画祭、ヴェネツィア国際映画祭などで受賞しており、チェコのカルロヴィ・ヴァリ国際映画祭では世界でもっとも卓越した10人の映画監督に選ばれた。また、イタリア共和国功労勲章コメンダトーレ（爵位）を授与されている。
| 年   | 映画祭/映画賞                | カテゴリー                                    | 作品                      | 結果       |
| ---- | ---------------------------- | --------------------------------------------- | ------------------------- | ---------- |
| 1952 | スペイン映画評論家協会賞     | ヒメノ・リベラシオン賞                        | あの幸せなカップル        | 受賞       |
| 1953 | カンヌ国際映画祭             | ユーモア映画・脚本賞                          | ようこそ、マーシャルさん! | 受賞       |
| 1953 | カンヌ国際映画祭             | 国際賞                                        | ようこそ、マーシャルさん! | 受賞       |
| 1953 | カンヌ国際映画祭             | 作品賞                                        | ようこそ、マーシャルさん! | ノミネート |
| 1954 | スペイン映画評論家協会賞     | 作品賞                                        | ようこそ、マーシャルさん! | 受賞       |
| 1956 | ヴェネツィア国際映画祭       | 国際カトリック映画事務局賞                    | カラブッチ                | 受賞       |
| 1956 | ヴェネツィア国際映画祭       | 作品賞                                        | カラブッチ                | ノミネート |
| 1958 | バリャドリッド国際映画祭     | Honorable Mention                             | 奇跡の木曜日              | 受賞       |
| 1960 | スペイン映画評論家協会賞     | 作品賞                                        | 奇跡の木曜日              | 受賞       |
| 1961 | アカデミー賞                 | 外国語映画賞                                  | プラシド                  | ノミネート |
| 1962 | サン・ジョルディ賞           | 作品賞                                        | プラシド                  | 受賞       |
| 1962 | サン・ジョルディ賞           | スペイン人監督賞                              | プラシド                  | 受賞       |
| 1962 | スペイン映画評論家協会賞     | 監督賞                                        | プラシド                  | 受賞       |
| 1962 | カンヌ国際映画祭             | 作品賞                                        | プラシド                  | ノミネート |
| 1963 | ヴェネツィア国際映画祭       | 国際映画批評家連盟賞                          | 死刑執行人                | 受賞       |
| 1963 | ヴェネツィア国際映画祭       | 作品賞                                        | 死刑執行人                | ノミネート |
| 1964 | サン・ジョルディ賞           | 作品賞                                        | 死刑執行人                | 受賞       |
| 1964 | スペイン映画評論家協会賞     | 作品賞                                        | 死刑執行人                | 受賞       |
| 1970 | カンヌ国際映画祭             | 作品賞                                        | 恋人たち万歳!             | ノミネート |
| 1981 | カンヌ国際映画祭             | 作品賞                                        | 国有財産                  | ノミネート |
| 1981 | サン・ジョルディ賞           | 作品賞                                        | 国有財産                  | 受賞       |
| 1988 | 第2回ゴヤ賞                  | 脚本賞                                        | モーロ人とキリスト教徒    | ノミネート |
| 1993 | 第8回ゴヤ賞                  | 監督賞                                        | みんな刑務所へ            | 受賞       |
| 1993 | 第8回ゴヤ賞                  | 脚本賞                                        | みんな刑務所へ            | ノミネート |
| 1993 | 第8回ゴヤ賞                  | 作品賞                                        | みんな刑務所へ            | 受賞       |
| 1994 | スペイン映画評論家協会賞     | 監督賞                                        | みんな刑務所へ            | 受賞       |
| 1999 | マール・デル・プラータ映画祭 | 国際映画批評家連盟賞 最優秀ラテンアメリカ映画 | パリ＝トンブクトゥ        | 受賞       |
| 1999 | マール・デル・プラータ映画祭 | OCIC賞                                        | パリ＝トンブクトゥ        | 受賞       |

- 1981年 スペイン映画国民賞
- 1982年 スペイン文化省芸術功労賞
- 1986年 アストゥリアス皇太子賞芸術部門
- 1987年 ゴヤ賞名誉賞
- 1992年 トゥリア賞 特別な視点賞
- 1997年 バレンシア工科大学 名誉博士号
- 1997年 ミゲル・エルナンデス＝エルチェ大学（スペイン語版） 名誉博士号
- 1999年 フォトグラマス・デ・プラータ 特別賞
- 1999年 オンダス賞（スペイン語版） シネマニア賞
- 2002年 スペイン映画監督協会 名誉賞
- マドリード・コンプルテンセ大学 名誉博士号
- イタリア共和国功労勲章コメンダトーレ